# 古月站
古月站（日语：／ Furutsuki eki */?）是位於福岡縣鞍手郡鞍手町大字古門，日本國有鐵道（國鐵）室木線的鐵路車站（廢站）。

## 歷史
- 1939年（昭和14年）4月5日：遠賀川站至新延站（後來名為鞍手）之間開設此站[1]。當時為一般車站[1]。
- 1974年（昭和49年）3月5日：結束行李起卸業務[1]。成為無人車站[2]。
- 1984年（昭和59年）2月1日：結束貨運業務[1]。
- 1985年（昭和60年）4月1日：隨著室木線全線被廢除，此站也被廢除[1]。

## 車站構造
在此站廢除前，由於站內設有貨運業務，因此車站範圍較廣。曾經此站設有1面2線的島式月台，在廢站前只使用單邊，但是列車交會設備還存在。此站是無人車站。另外，車站鄰接數條清新產業鞍手工場專用側線，運送肥料的棚車會在該處出發。

## 車站周邊
- 福岡縣道55號宮田遠賀線（日语：福岡県道55号宮田遠賀線）
- 清新產業鞍手工場

## 相鄰車站
日本國有鐵道（國鐵）
室木線
遠賀川－古月－鞍手

## 注腳
1. 1 2 3 4 5 6 7  石野哲 (编).  初版. JTB. 1998-10-01: 693. ISBN 978-4-533-02980-6 （日语）.
2. ↑  . 鐵道公報 (日本國有鐵道總裁室文書課). 1974-03-05: 4 （日语）.

## 相關項目
- 日本鐵路車站列表 Fu